# Cristian Ansaldi
Cristian Daniel Ansaldi (Rosario, 20. rujna 1986.) bivši je argentinski nogometaš koji je igrao na poziciji braniča. 
Karijeru je započeo u klubu Newell's Old Boys. Dobrim igrama privukao je pažnju najboljih argentinskih klubova River Platea i Boce Juniors, te španjolskoj Barcelone. Ali 2008. prešao je u ruski Rubin Kazan. Postao je prvak Rusije 2008.

## Vanjske poveznice
- Intervju novinama Večernja Kazan[neaktivna poveznica]